# Música da China

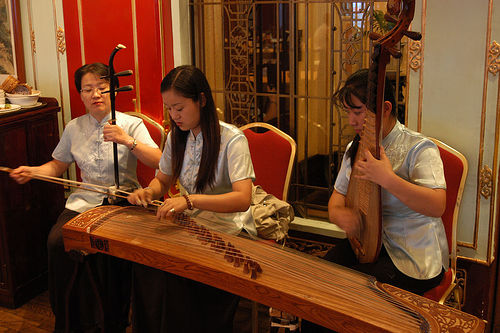
Musicistas chinesas em uma apresentação em um restaurante em Xangai.

A música chinesa evoluiu desde os tempos antigos, sob a influência das doutrinas religiosas, filosóficas e ideológicas. Hoje, a música continua uma rica herança tradicional em um aspecto, ao mesmo tempo que evolui para formas mais contemporâneas. Alguns instrumentos tradicionais são: vários tipos de flauta, o sheng, o gongo, sinos e o erhu. A maioria das músicas predominantes na China é bem lenta, calma e repetitiva. A música tradicional, essencialmente melódica, poucas vezes tem letra e das poucas vezes que a tem, podemos não a perceber.

## História e origens
Desde os tempos mais remotos, a música desempenhava papel importante em três ocasiões-chave da sociedade chinesa: festivais agrícolas, cerimônias da corte imperial e ritos religiosos. A música tinha como função estabelecer a harmonia entre o paraíso e a Terra.

## Teoria musical
A música tradicional chinesa se utiliza de um sistema de 12 notas chamadas de lü e é normalmente pentatônica, sendo razoavelmente parecida com a escala cromática ocidental. Desse grupo de 12 notas, cinco eram escolhidas e atribuídas aos cinco elementos da filosofia chinesa (fogo, água, madeira, metal e terra), e também a funções importantes da sociedade. Um outro sistema de sete notas, sendo cinco principais e duas auxiliares, também era utilizado.
Ao longo do ano, a música sofria alterações modais mês a mês de maneira a percorrer toda as 12 lü.
As lü eram determinadas a partir de cálculos dos intervalos das quartas e quintas, tendo como base uma nota denominada huang chung (literalmente "sino amarelo"), tão importante que, mais do que uma nota em si, era considerada um dos eternos princípios do universo e um elemento primordial para o bem-estar. Acertar o tom exato desta nota era essencial e vários métodos eram utilizados; um deles, por exemplo, determinava que o comprimento do tubo que produziria a nota deveria ser igual a 90 grãos médios de milhete alinhados. Desde o Século I a.C., já havia um órgão oficial do governo designado para padronizar as afinações e também para administrar a atividade musical do império.
Melodia e timbre desempenham um papel muito mais importante que a harmonia na música chinesa; mesmo nas grandes orquestras imperiais (que chegavam a conter 150 músicos), a multiplicidade de sons por si só era mais valorizada que a harmonização dos mesmos.

## Instrumentos
Os chineses distinguiam os instrumentos de acordo com o material de que eram feitos e estabeleceram oito categorias: instrumentos de metal, como gongos e sinos; instrumentos de pedra, como o qing; instrumentos de seda, como o ch'in; instrumentos de bambu, como a flauta xiao; instrumentos de cabaça, como o órgão sheng; instrumentos de argila, como a flauta xun; e instrumentos de madeira e de pele, quase sempre percussivos.
Já se registrou conjuntos que envolviam 120 guqins, 120 cítaras de outros tipos, 200 shengs, 20 charamelas e um destacamento completo de percussões. Às vezes, a maior parte desses instrumentos se juntavam a corais numa performance em que notas longas eram cantadas pelo coral e dobradas pelos sopros e sinos enquanto as cítaras dividiam essas longas notas em ornamentos meticulosamente calculados. Outros instrumentos tocavam interlúdios entre os versos.